# Helião (mestre dos ofícios)
Helião (em latim: Helion) foi um oficial bizantino do século V, ativo no reinado do imperador Teodósio II (r. 408–450). Entre 30 de novembro de 414 e 19 de agosto de 427, serviu como conde e mestre dos ofícios. Em 422, foi enviado pelo imperador para negociar a paz com o Império Sassânida, com o qual o Império Bizantino estava em guerra. Fez seu caminho até a Mesopotâmia, a partir de onde as negociações foram conduzidas por Maximino. Em 23 de outubro de 424, elevou Valentiniano III como césar em Salonica e em 23 de outubro de 425, elevou-o como augusto em Roma após a queda do usurpador João (r. 423–425). Entre tais datas, tornou-se patrício e foi atestado na posição em 23 de outubro de 425. Foi destinatário de carta de Firmo de Cesareia e é o "homem ilustre e mestre dos ofícios" instruído em 415 a remover o codicilos da prefeitura honorária do patriarca Gamaliel VI (r. 400–425).